# Hrabstwo Echols

Piramida wieku hrabstwa

Hrabstwo Echols (ang. Echols County) – hrabstwo w stanie Georgia, w Stanach Zjednoczonych. Jego siedzibą administracyjną jest Statenville. Jest trzecim najsłabiej zaludnionym hrabstwem Georgii. 

## Geografia
Według spisu z 2000 roku obszar całkowity hrabstwa obejmuje powierzchnię 420,80  mil2 (1089,87 km²), z czego 404,13 mil2 (1046,69 km²) stanowią lądy, a 16,67 mil2 (43,18 km²) stanowią wody.

### CDP
- Statenville

### Sąsiednie hrabstwa
- Hrabstwo Clinch, Georgia (północny wschód)
- Hrabstwo Columbia, Floryda (południowy wschód)
- Hrabstwo Hamilton, Floryda (południe)
- Hrabstwo Lowndes, Georgia (zachód)
- Hrabstwo Lanier, Georgia (północ)

## Demografia
Według spisu z 2020 roku liczy 3697 mieszkańców, co oznacza spadek o 8,4% w porównaniu z poprzednim spisem z roku 2010. Według danych pięcioletnich z 2021 roku 84,3% to biali (57,9% nie licząc Latynosów), 8,3% czarnoskórzy lub Afroamerykanie, 3,5% to rdzenna ludność Ameryki, 2,7% miało rasę mieszaną, 0,9% Azjaci i 0,3% pochodziło z wysp Pacyfiku. Latynosi stanowili 30,6% populacji hrabstwa.

## Polityka
Hrabstwo bardzo mocno republikańskie, gdzie w wyborach prezydenckich w 2020 roku, 87,1% głosów otrzymał Donald Trump i 11,6% przypadło dla Joe Bidena. 